# 岡崎公園

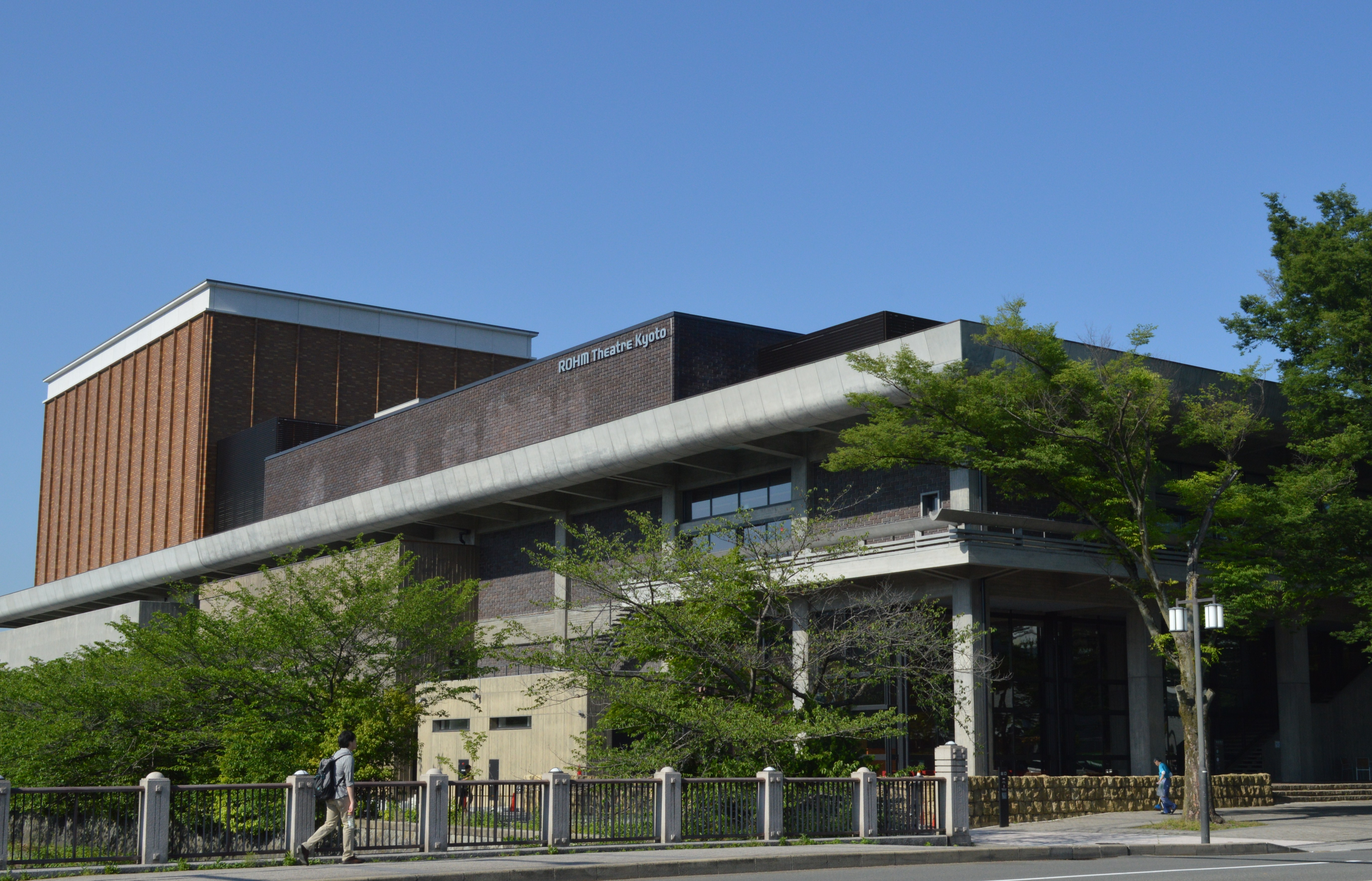
岡崎公園內的京都會館

岡崎公園（日语：岡崎公園）是一座位於京都府京都市左京區岡崎的公園。京都市美術館、京都國立近代美術館、京都會館、京都市勸業館、京都府立圖書館、京都市動物園、平安神宮等文化設施位於這裡。京都学生祭典亦於每年10月在這裡舉行。

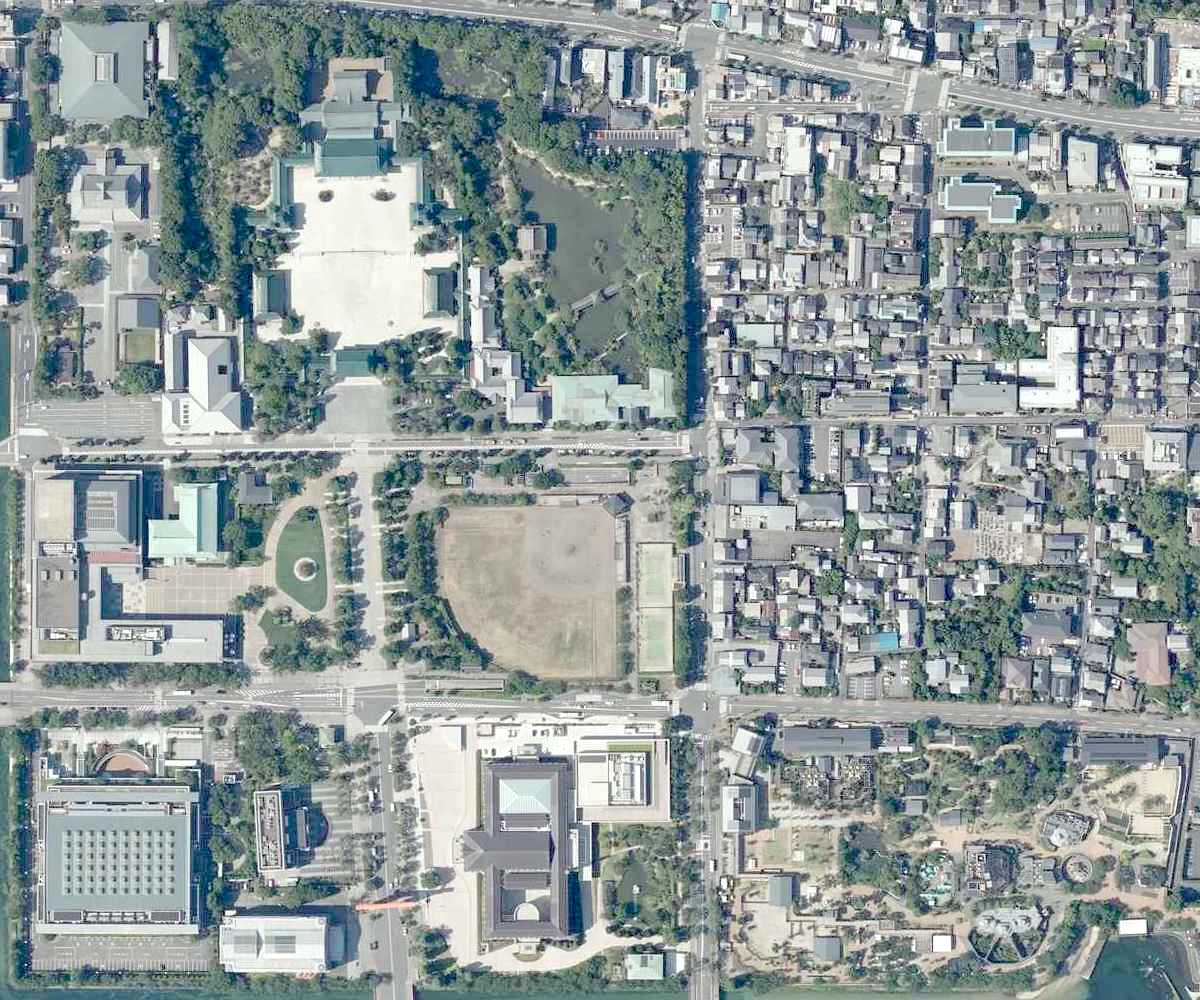
2020